# Libéralisme (relations internationales)
Pour les articles homonymes, voir Libéralisme.
Le libéralisme est, dans la matière des relations internationales, un courant subséquent au réalisme. Il se caractérise par l'importance qu'il accorde aux acteurs non étatiques, du rôle des entreprises multinationales, d'ONG et d'organisations humanitaires (comme le CICR par exemple) ou de coopération entre États (telle que l'ONU), de lobbies, etc. Le libéralisme est étroitement lié à l'idéalisme courant de Kant à Woodrow Wilson, qui, sans s'opposer clairement au réalisme vient mettre l'accent sur d'autres facteurs déterminants des relations internationales au lieu de s'en tenir à des analyses basées uniquement sur les intérêts des États.
La globalisation économique ainsi que les progrès des techniques de communications ont conduit à l'intensification des relations internationales et transnationales. Associé à une complexification de la structure interne des États eux-mêmes, ceci a amené à une remise en question des postulats du réalisme, notamment ceux concernant la coopération entre États, ainsi que celui conceptualisant l'État comme acteur unique dans le champ des relations internationales. Le libéralisme tend ainsi à accentuer l'importance du champ des relations commerciales et individuelles transnationales (low politics) par rapport à la seule analyse des high politics (en), qui se concentre sur les intérêts de souveraineté et les politiques étatiques proprement dites.
Contrairement au réalisme classique, le libéralisme tend à être une théorie normative et prescriptive, et non simplement descriptive. Les théoriciens libéraux soutiennent généralement que les régimes démocratiques favorisent la paix, ou encore que le libéralisme économique précède ou accompagne la démocratisation.